# Fayette (Alabama)
Fayette város az USA Alabama államában, Fayette megyében, melynek megyeszékhelye is. Lakosainak száma 4285 fő (2020. április 1.).

## Népesség
A település népességének változása:
| Lakosok száma | 180  | 4922 | 4619 | 4285 |
|               | 1880 | 2000 | 2010 | 2020 |